# Burmester
Burmester Audiosysteme GmbH is een Duits fabrikant van hifi audiosystemen en luidsprekers.

## Geschiedenis

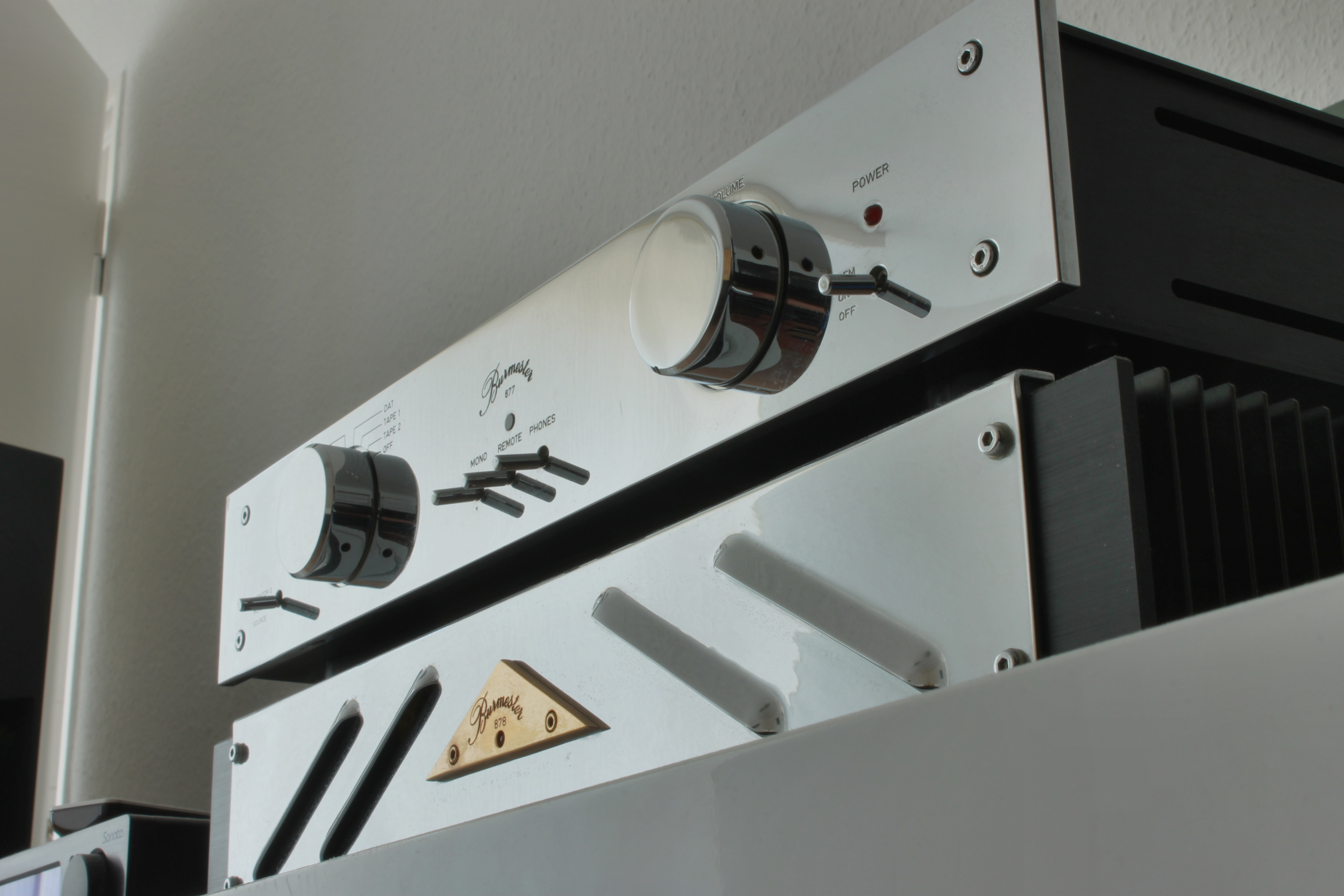
De Burmester 877 en 878 voorversterkers.

Het bedrijf werd in 1977 opgericht door muzikant en ingenieur Dieter Burmester (1946-2015). Toen een van zijn voorversterkers het begaf, startte Burmester met het zelf ontwerpen van een eigen versterker. De in Oostenrijk geboren Burmester bouwde zijn eerste product in de zomer van 1977 en noemde deze de Burmester 777. Hij stelde het apparaat samen uit onderdelen van medische machines. De 777 werd een commercieel succesvol product en bleef door de jaren heen een belangrijke kern van waaruit andere producten en modellen zijn ontwikkeld.
Burmester ontwierp de versterkers met een uiterlijk van chroom. Het opvallende ontwerp werd opgenomen in het Museum of Modern Art in New York.
In 1980 ontwikkelde Burmester de eerste modulaire voorversterker, de Burmester 808. Vanaf circa 1994 ging het bedrijf ook luidsprekers produceren met een dubbel uitgevoerde scheidingsfilter.
In 2003 werd Dieter Burmester uitgeroepen tot Ondernemer van het jaar door de Berlin Association of Independent Business Owners. In 2015 overleed Burmester na een kort ziekbed. Zijn weduwe, Marianne Burmester, nam samen met Andreas Henke de bedrijfsleiding over.

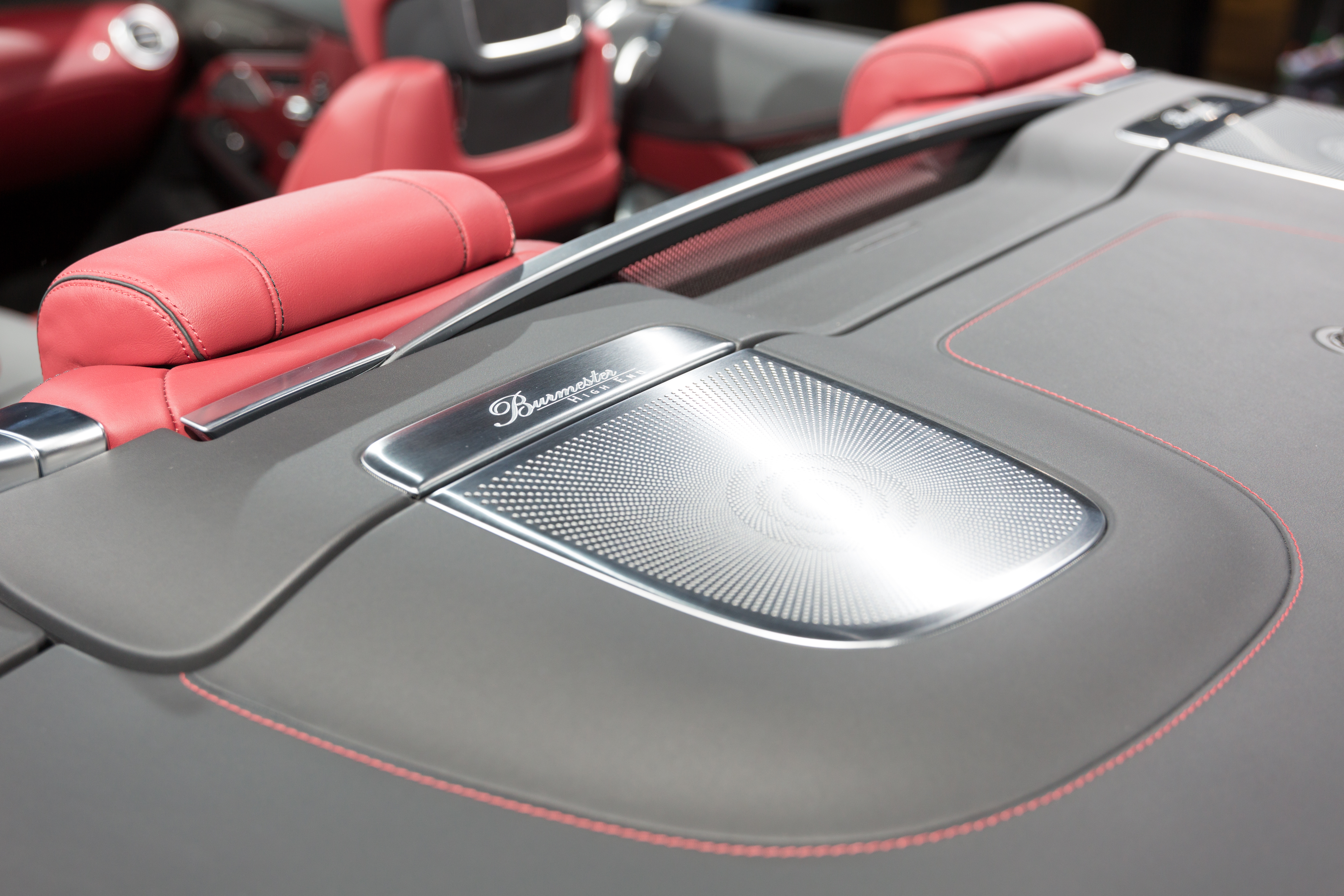
Luidsprekers in een Mercedes-AMG S-klasse.

De producten van Burmester worden grotendeels ontwikkeld en gefabriceerd in Berlijn. Automerken zoals Bugatti, Porsche en Mercedes-Benz zijn vanaf circa 2009 geluidssystemen van Burmester gaan inbouwen in hun luxewagens. Dit zijn de Bugatti Veyron, Porsche Panamera en de S-, C-, V- en E-klasse van Mercedes.